# Place des Vosges
A Praça dos Vosgos, em francês: Place des Vosges, Place Royale até 1800, é uma praça do Marais, fazendo parte do 3.º e do 4.º arrondissements de Paris. Concebida por Louis Métezeau, é a "irmã" da Place Ducale em Charleville-Mézières. É a praça mais antiga de Paris, pouco antes da Place Dauphine. É uma praça fechada, acessível por uma rua principal em um dos quatro lados e duas ruas passando por pavilhões.
A praça foi classificada como monumento histórico desde 26 de outubro de 1954 e se beneficiou da valorização desejada por André Malraux no âmbito do PSMV do Marais.
É conhecida por ser o local de residência de várias personalidades do mundo político, artístico ou midiático.

## Descrição
Para preservar esta unidade, a praça está protegida desde a década de 1960 pelo plano de salvaguarda e valorização do Marais e nenhuma intervenção, nomeadamente nas fachadas, pode ser feita sem o acordo do arquitecto dos Edifícios de França.
O Hospital Saint-Louis, construído mais ou menos na mesma época nos arredores de Paris, tornou-se do 10.º arrondissement de Paris, oferece grandes semelhanças arquitetônicas com a Place des Vosges.
O centro da Place des Vosges é hoje ocupado pela Square Louis-XIII, rodeada por fileiras de árvores com, ao centro, quatro fontes projetadas por Jean-Pierre Cortot, alimentadas pelo Ourcq. O Monumento a Luís XIII, uma obra de Charles Dupaty concluída por Jean-Pierre Cortot, foi inaugurado em 1825. A primeira estátua equestre, datada de 1639, foi destruída durante a Revolução.

## Origem do nome
Leva este nome em homenagem ao departamento dos Vosges, o primeiro departamento a ter pago impostos durante a Revolução Francesa e o envio dos primeiros voluntários nacionais, do distrito de Remiremont, para defender a pátria.

## Histórico

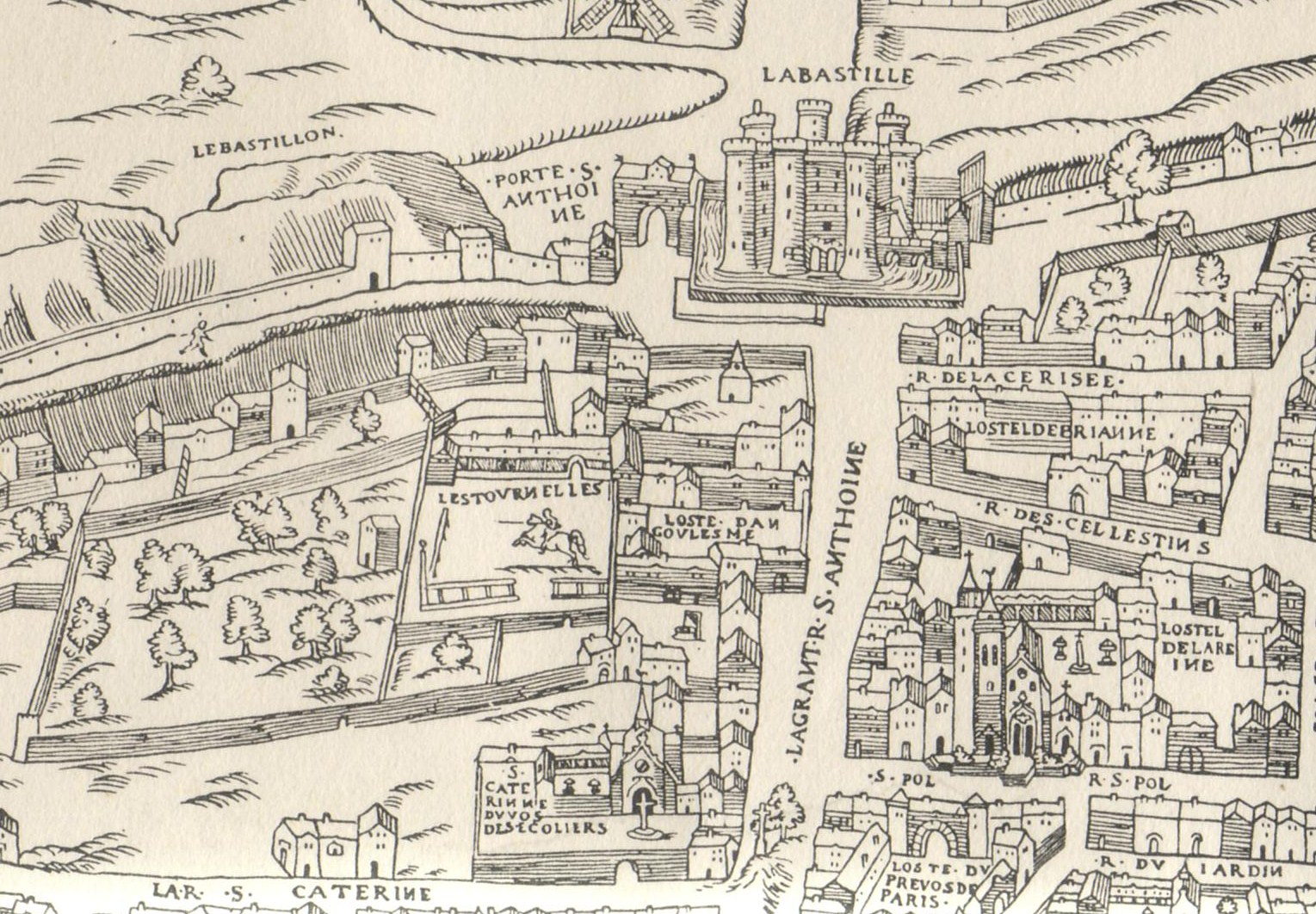
O Hôtel des Tournelles por volta de 1550, no local em que foi construída a chamada Place Royale. Acima, a Bastilha

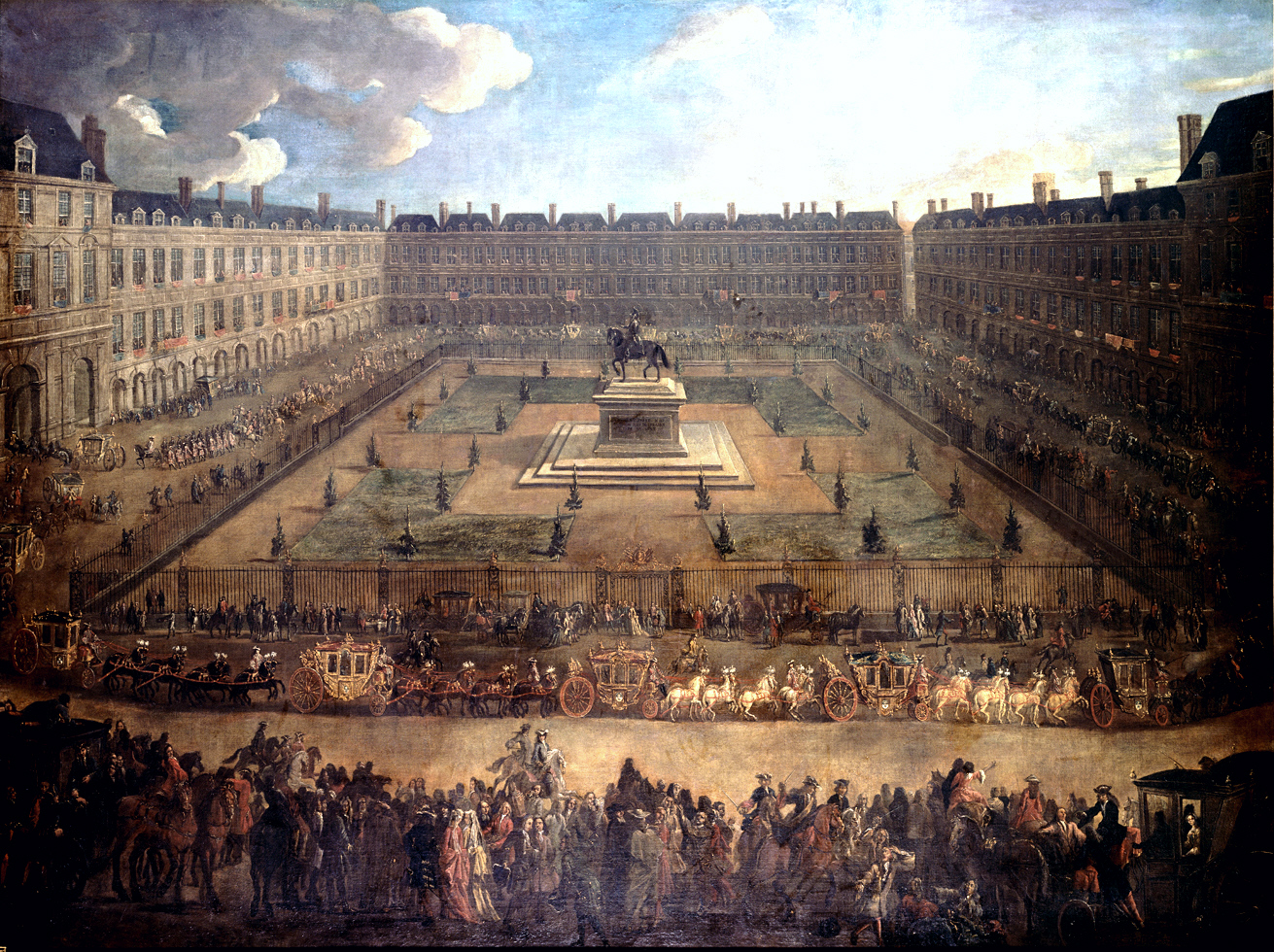
A Place des Vosges em 1709

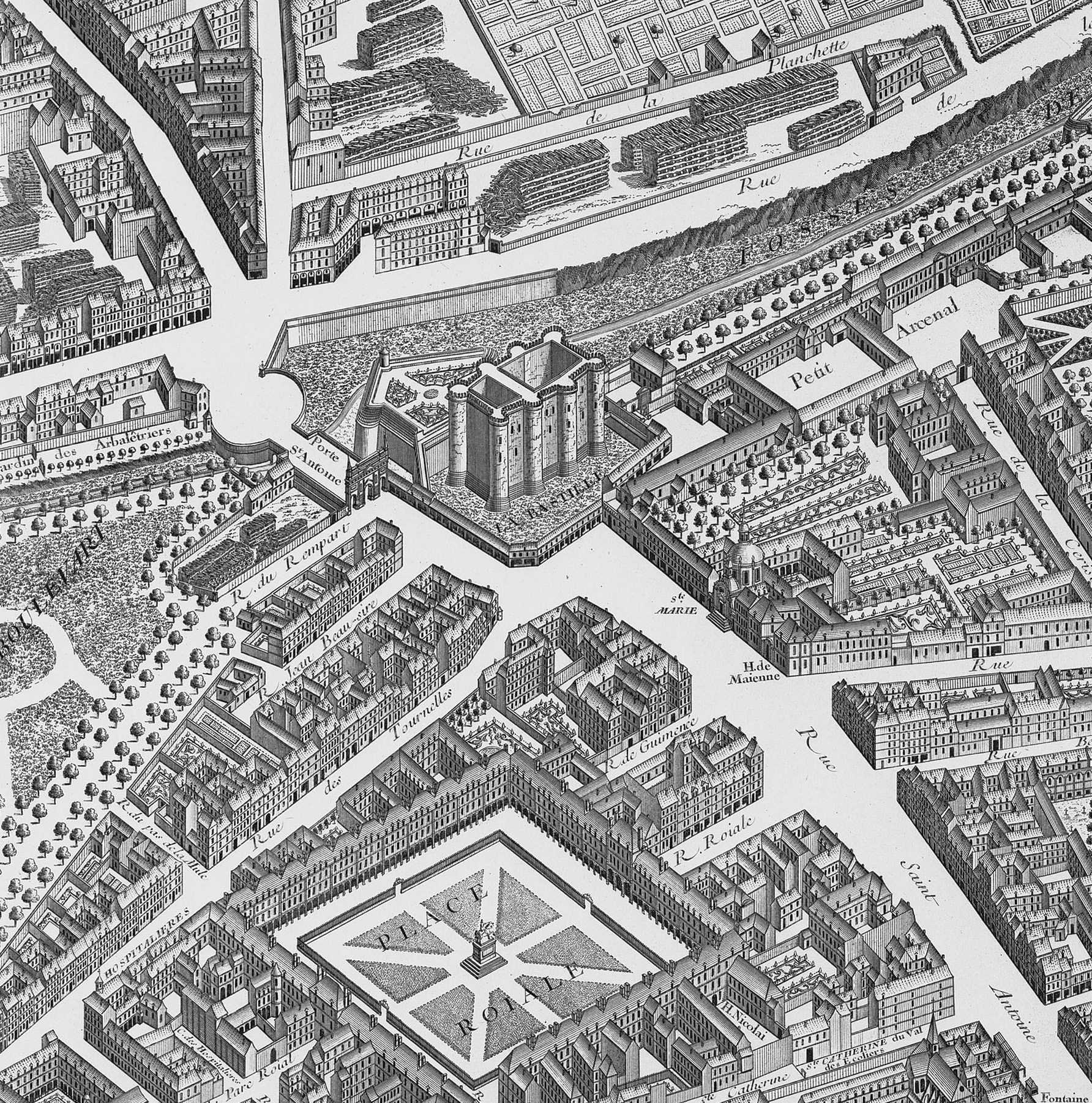
A Place Royale e seus gramados no mapa de Turgot, em 1739

Em 30 de junho de 1559, perto da atual Place des Vosges, celebrando o casamento de sua filha Elisabeth com Filipe II da Espanha, Henrique II da França lutou contra Gabriel de Montgomery, capitão de sua guarda escocesa, que o feriu com um tiro de lança em um olho. Apesar dos cuidados dos médicos e cirurgiões reais, incluindo Ambroise Paré e Vesalius, enviados de Bruxelas, ele morreu em um sofrimento terrível em 10 de julho de 1559.
A " Place Royale ", cuja construção começou em 1605 sob o reinado de Henrique IV no local do Hôtel des Tournelles de triste memória, foi inaugurada em 1612, por ocasião do noivado de Luís XIII e Ana da Áustria por um grande carrossel liderado por Antoine de Pluvinel.
O centro da praça, plano, arenoso, limpo, serve de terreno para cavalgadas, torneios, jogos de ringue e às vezes também para duelos, alguns dos quais permaneceram famosos, como o que custou a vida de François de Montmorency-Bouteville em 1627.
É citada sob o nome de "Place Royalle" e "Place Roialle" em um manuscrito de 1636.
Em 1670, a praça pública tornou-se um jardim murado. É plantado um gramado, cortado por caminhos arenosos seguindo os canteiros medianos e diagonais da praça. É proibido pisar no gramado, bem como brincar com a roda, a palma da mão, os bolinhos e as bolas nos becos. Um portão de ferro forjado, aberto com quatro entradas, foi instalado em 1687. O acesso aos jardins foi proibido a pessoas malvestidas, no entanto, na Place Royale, são admitidos um dia por ano, no dia 25 de agosto, Dia de São Luís. Em 1738, o primeiro emprego como zelador foi criado pela Prefeitura para fazer cumprir os regulamentos. A pedido dos moradores locais, as árvores foram plantadas no final do século XVIII.
Durante a Revolução Francesa, foi sucessivamente renomeada como "Place des Fédérés","Place du Parc-d'Artillerie","Place de la Fabrication-des-Armes" e "Place de l'Indivisibilité". Em 1800, foi renomeada "Place des Vosges" em homenagem ao departamento de Vosges, o primeiro a ter pago imposto durante a Revolução Francesa e, aliás, o envio dos primeiros voluntários, do distrito de Remiremont, para defender a pátria ameaçada. O retorno da monarquia dá-lhe o seu nome inicial de "Place Royale" de 1814 a 1830 e de 1852 a 1870. Também carrega brevemente, em 1830, o nome de "Place de la République".
Na década de 1830, Charles Sellier, chefe da sociedade coral dos Céciliens, teve a ideia de reunir todas as sociedades corais parisienses para dar à cidade de Paris um alvorecer formidável. Quinhentos cantores responderam ao seu chamado e se reuniram na Place Royale. O gigantesco concerto foi um tremendo sucesso e foi em meio a aplausos e gritos que os orfeonistas se despediram de seus admirados ouvintes.
Os portões do jardim foram substituídos em 1840.
O escritor antissemita Édouard Drumont afirma em La France juive (1886) que os judeus se estabeleceram em vários lugares de Paris, incluindo a Place Royale: "Com exceção de duas ou três, todas as casas na Place Royale, Alphonse Daudet que ficaram lá por muito tempo, me disseram, são propriedade de Judeus. Esta bela praça que foi construída por Henrique IV, [...] que testemunhou os duelos heróicos dos refinados, [...] agora é propriedade de alguns usurários ou de alguns distribuidores desonestos."

## Edifícios notáveis e lugares de memória

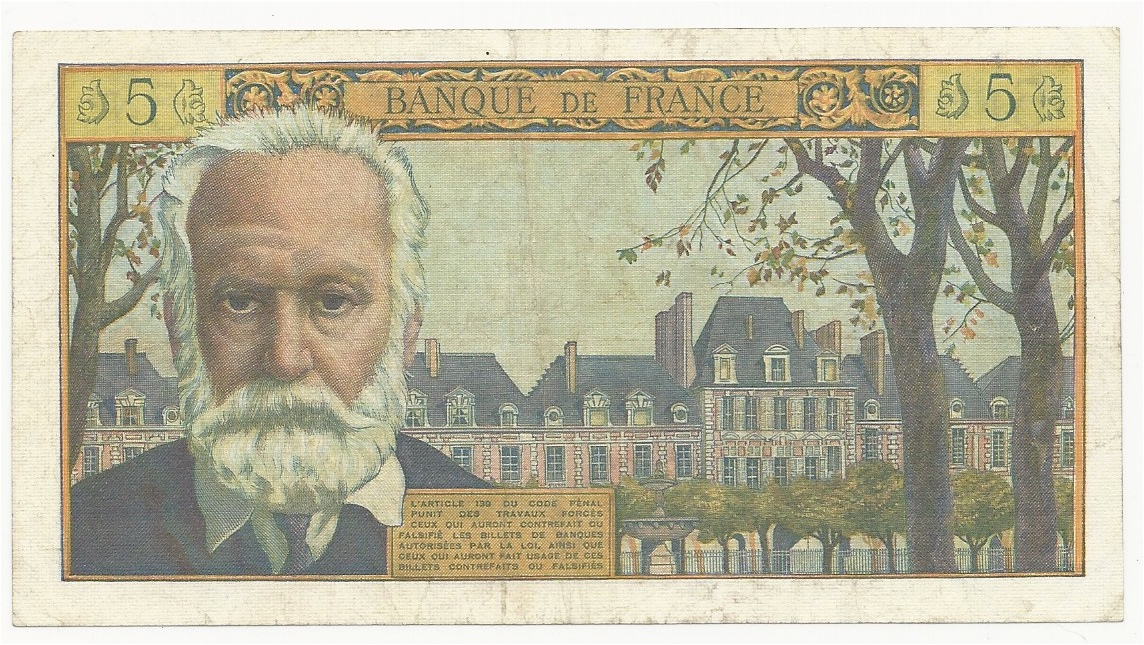
Verso de uma nota de 5 francos emitida pelo Banco da França com o retrato de Victor Hugo e, ao fundo, a vista da Place des Vosges, onde o escritor viveu

A Place des Vosges é conhecida por ser ou ter sido o local de residência de várias personalidades (artistas, políticos, comunicadores...).
- Madame de Sévigné, escritora de cartas[4]
- Gilonne d'Harcourt, dama de traje.[5]
- Marc-Antoine Charpentier, compositor.[6]
- François Couperin, compositor.
- Victor Hugo, escritor, hospedou-se na casa atual que leva seu nome.[7]
- Jacques-Bénigne Bossuet, homem de Igreja, bispo de Meaux, pregador e escritor.
- Juste Olivier, escritor, poeta, romancista, jornalista.
- Georges Dufrénoy, pintor.
- Rachel Félix, atriz.
- Alphonse Daudet, escritor
- Colette, escritora.[8]
- Georges Simenon, escritor,[9] no n° 21.[10]
- Isadora Duncan, dançarina.[11]
- Francis Blanche, ator, cantor e comediante no n° 28
- Jean-Edern Hallier, escritor, panfletário, jornalista e crítico literário[12] antes do n° 2 (entrada pelo 16 rue de Birague).
- Dominique Strauss-Kahn, ex-Ministro da Economia e Finanças, ex-Diretor-Gerente do FMI[13] e também ex-marido de Anne Sinclair.
- Anne Sinclair, jornalista, ex-esposa de Dominique Strauss-Kahn[14]
- Jack Lang, ex-ministro da Cultura.[15]
- Jean-Claude Brialy no n° 3 (árvore no quintal).
- Annie Girardot e Renato Salvatori moravam em um apartamento cuja entrada ficava no n° 17, mas com vista para a rue de Turenne.
- Pierre Bourdieu, filósofo.
- Seyrig, atriz, no n° 21
- Thomas de Mahy Marquês de Favras, militar realista, no n° 4
- Wilhelm Uhde morreu aí em 1947.
- Théophile Gautier no n° 8 de 1828 a 1834. Placa comemorativa.

Nas proximidades:
- Annie Girardot, atriz, possuía um apartamento na Rue du Foin 4, a menos de 100 metros da praça, pouco antes de sua hospitalização.[16] Placa comemorativa.
- Michel Jonasz, cantor, também mora a poucos passos de distância.[17]

A numeração da praça começa na Rue de Birague: aumentando os números pares para os edifícios à direita e aumentando os números ímpares para os edifícios à esquerda.

## Na cultura popular
O videoclipe da música Je saurai être ton ami (1976) de France Gall foi filmado aí.